# Sanctus Diavolos
Sanctus Diavolos – ósmy album studyjny greckiego zespołu muzycznego Rotting Christ. Wydawnictwo ukazało się 20 września 2004 roku nakładem wytwórni muzycznej Century Media Records. Album był pierwszą płytą wydaną po odejściu z zespołu Kostasa Vassilakopoulosa i Georgiosa Toliasa – długoletnich członków formacji. Gościnnie w nagraniu albumu uczestniczył Gus G. z zespołu Dream Evil. Album został nagrany w studiu SCA w Grecji, zmiksowany natomiast przez Fredrika Nordströma w Szwecji. Okładkę wydawnictwa przygotował grecki artysta Seth Siro Anton.

## Lista utworów
Opracowano na podstawie materiału źródłowego. 
| Nr  | Tytuł utworu                  | Autorzy     | Długość |
| --- | ----------------------------- | ----------- | ------- |
| 1.  | „3 Visions of a Blind Order”  | Sakis Tolis | 3:46    |
| 2.  | „Thy Wings Thy Horns Thy Sin” | Sakis Tolis | 4:13    |
| 3.  | „Athanati Este”               | Sakis Tolis | 5:40    |
| 4.  | „Tyrannical”                  | Sakis Tolis | 5:07    |
| 5.  | „You My Cross”                | Sakis Tolis | 4:19    |
| 6.  | „Sanctimonius”                | Sakis Tolis | 3:16    |
| 7.  | „Serve in Heaven”             | Sakis Tolis | 3:55    |
| 8.  | „Shades of Evil”              | Sakis Tolis | 5:14    |
| 9.  | „Doctrine”                    | Sakis Tolis | 6:28    |
| 10. | „Sanctus Diavolos”            | Sakis Tolis | 6:41    |
|     |                               |             | 48:39   |

## Twórcy
Opracowano na podstawie materiału źródłowego.
| Zespół Rotting Christ w składzie - Sakis Tolis – gitara, wokal prowadzący, instrumenty klawiszowe, produkcja muzyczna - Andreas Lagios – gitara basowa - Themis Tolis – perkusja Dodatkowi muzycy - Gus G. – gitara - Klitsa Trochani, Antonia Tzitzika, Vaggelis Maniatis, Giorgos Kiriazis, Maria Tanagia, Dialekti Tabakou, Kathrin Kirchiner, Sofia Legatsa – wokal wspierający - Christos Antoniou – aranżacje chóru |  | Inni - Seth Siro Anton - okładka, oprawa graficzna - Fredrik Nordström - miksowanie - Aris Christou - inżynieria dźwięku, edycja cyfrowa - Ulf Horbelt - mastering |